# Vodní nádrž Hněvkovice
Vodní dílo (VD) Hněvkovice s  Hněvkovickou přehradou, přehradní nádrží, spodním vývarem a úpravami odtokového koryta je stavba na řece Vltavě vybudovaná v letech 1980–2010. Spolu s Vodním dílem Kořensko jsou nejnovějšími stupni Vltavské kaskády. S vlastní betonovou částí přehrady bylo započato v roce 1986 a skončeno v roce 1991. Součástí komplexu vodního díla však jsou i dřívější zemní práce, vytyčení a úpravy zátopové oblasti, postavení příjezdových silnic, trafostanic, vodovodů, kanalizací, stěhování několik tisíc obyvatel do nových bytů a bourání jejich domovů, stěhování květeny a flory, hydrogeologické a přírodovědné výzkumy, náhrady lesních porostů, bourací práce a dokumentace od přípravy až po uvedení do provozu a napuštění přehradní nádrže na projektovanou hodnotu.
VD bylo primárně vybudována jako zdroj technologické vody pro elektrárnu Temelín. Dále je využíváno k energetickým a rekreačním účelům, vodním sportům a sportovnímu rybolovu.
Vlastní přehradu tvoří betonová tížná hráz, plavební komora a vodní elektrárna. Čerpací stanice užitkové vody pro jadernou elektrárnu Temelín je umístěná na levém břehu nedaleko hráze, ale není součástí přehrady, přehrada umožňuje regulaci hladiny vody nutnou pro funkčnost a bezpečnost čerpací stanice.

## Hráz
Přehradní hráz se nachází zhruba 4 km vzdušnou čarou na jih od města Týn nad Vltavou v okrese České Budějovice.
Hráz je betonová tížná se třemi korunovými přelivy, každý o šířce 12 m. Přelivy jsou hrazeny 7,7 m vysokými segmentovými uzávěry. Celková kapacita přelivů je 3× 337 m3·s−1 při kótě hladiny 370,5 m (maximální dočasná hladina). Jako spodní výpusti na této přehradě slouží obtok plavební komory. Manipulační řád nepřipouští poklesnutí vodní hladiny v nádrži pod úroveň 365 m n. m. Při větším poklesu vody by nebylo možné odebírat vodu pro elektrárnu Temelín.
Dvojice potrubí průměru 1,6 m v délce 6,2 km přivádí vodu do elektrárny. Odběr z Vltavy je  v průměru 1,625 m³/s. Použitá chladicí voda se vrací zpět do řeky níže po proudu u hráze Kořensko.
Po koruně hráze vede silnice III/12220, respektive nad přelivy je most ev. č. 12220-1. Dále po koruně hráze vede cyklotrasa č.1079 Hluboká nad Vltavou – Týn nad Vltavou, která je součástí Vltavské cyklistické cesty.

## Plavební komora
Plavební komora je situována u pravého břehu. Její maximální spád je 19 m, půdorysný rozměr 45 × 6 m. Plavební komora byla dokončena v roce 2010 a je určena pro lodě o nosnosti do 300 t.
Součástí VD je Vodní elektrárna Hněvkovice, nacházející se u levého břehu.

## Další data

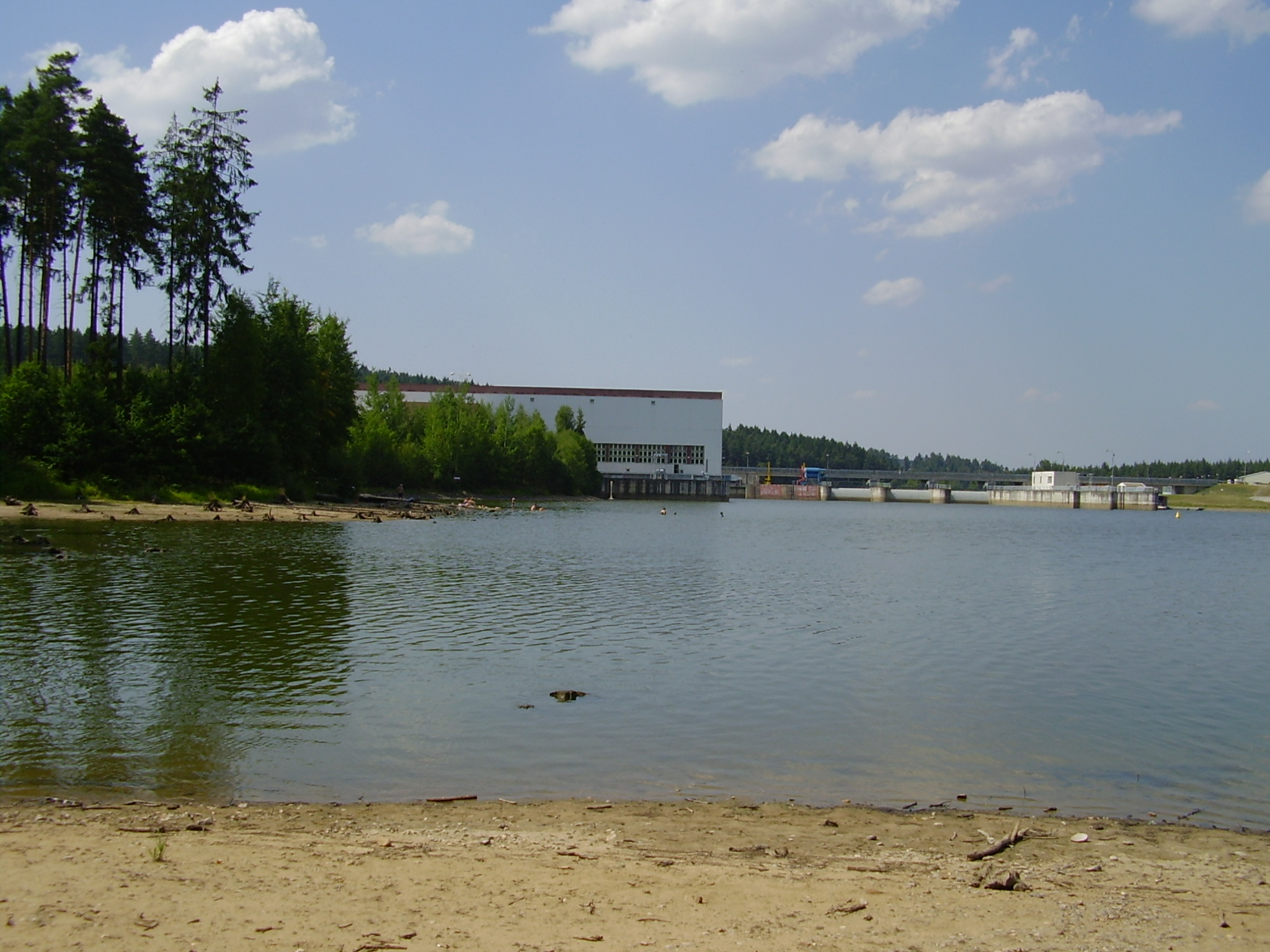
Hněvkovice - vodní nádrž

### Nádrž
- objem stálého nadržení: 8,9 mil. m3 (kóta 354,0–365,0)
- zásobní objem: 12,2 mil. m3 (kóta 365,0–370,5)
- délka vzdutí: 16,2 km

### Hráz
- výška hráze nade dnem: 27,0 m
- výška hráze nad základy: 31,5 m

## Zatopené osady:
Před napuštěním hněvkovické přehrady byly vysídleny a zbourány:
- osady Jaroslavice, Buzkov,
- část Purkarce,
- samoty Pardovice a U Bočků.[2]